# Duell i solen

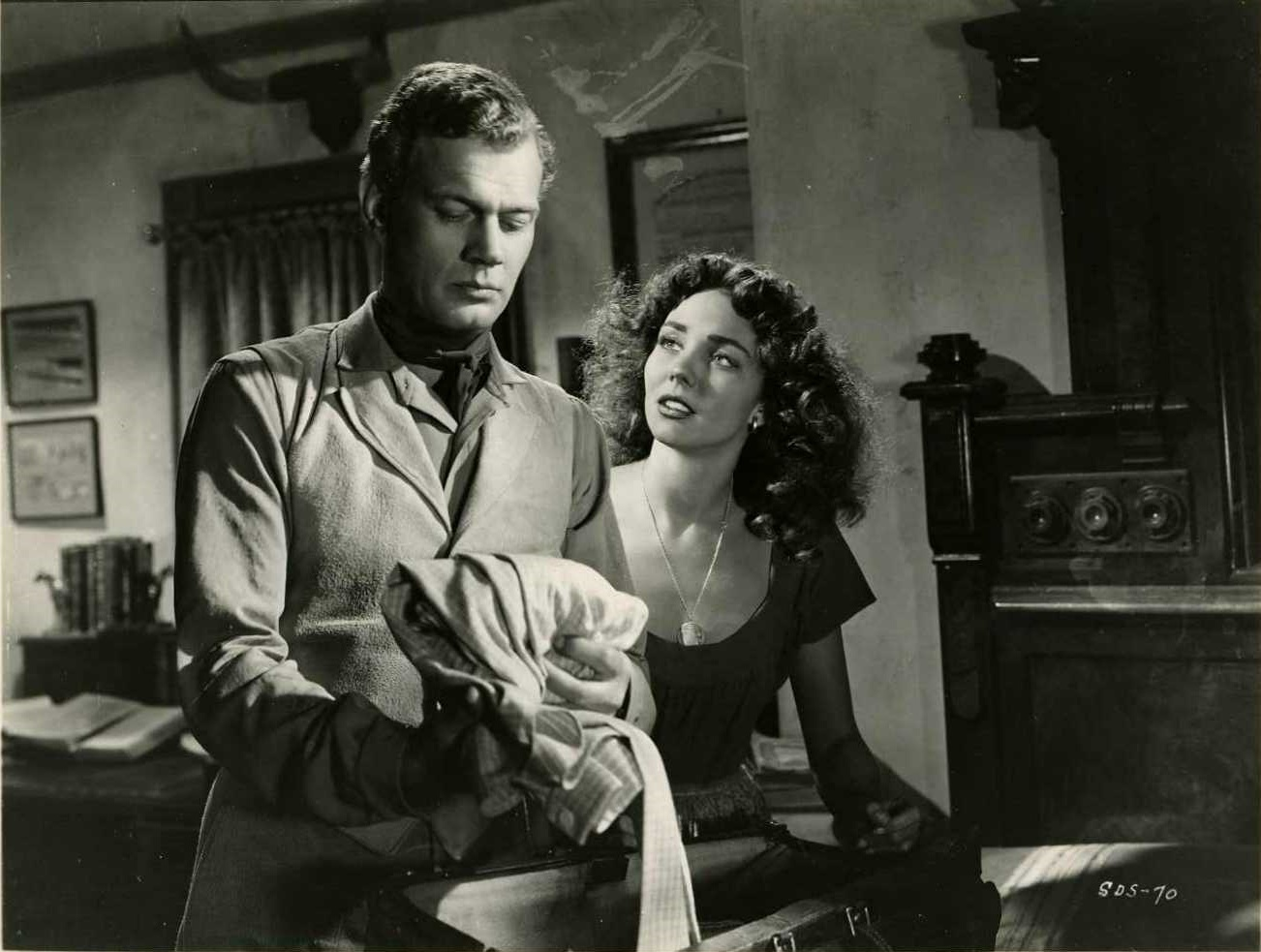
Joseph Cotten och Jennifer Jonesi en scen.

Duell i solen (engelska: Duel in the Sun) är en amerikansk långfilm från 1946 i regi av King Vidor, med Jennifer Jones, Joseph Cotten, Gregory Peck och Lionel Barrymore i rollerna.

## Handling
Halvindianskan Pearl Chavez (Jennifer Jones) blir föräldralös. Hennes far (Herbert Marshall) dödar Pearls mamma och dennes älskare och blir hängd för sina handlingar. Pearl tas in hos den vänliga släktingen Laura Belle (Lillian Gish). När hon kliver av tåget möts hon av Lauras ena son Jesse McCanles (Joseph Cotten). Till skillnad från sin fru är Lauras make Senator Jackson McCanles (Lionel Barrymore) inte alls glad över situationen. Familjens andra son, Lewton (Gregory Peck), visar sitt intresse i Pearl som inte alls har samma känslor, hon tycker klart mer om det gentlemannamässiga beteendet hos Jesse. Brödernas känslor till Pearl förvandlas till en spiral av kärlek och våld.

## Rollista
| Jennifer Jones    | – Pearl Chavez           |
| Joseph Cotten     | – Jesse McCanles         |
| Gregory Peck      | – Lewton "Lewt" McCanles |
| Lionel Barrymore  | – Sen. Jackson McCanles  |
| Herbert Marshall  | – Scott Chavez           |
| Lillian Gish      | – Laura Belle McCanles   |
| Walter Huston     | – The Sinkiller          |
| Charles Bickford  | – Sam Pierce             |
| Harry Carey       | – Lem Smoot              |
| Joan Tetzel       | – Helen Langford         |
| Tilly Losch       | – Mrs. Chavez            |
| Butterfly McQueen | – Vashti                 |
| Scott McKay       | – Sid                    |
| Otto Kruger       | – Mr. Langford           |
| Sidney Blackmer   | – The Lover              |

## Produktion
Producenten David O. Selznick blev väldigt involverad i filmen, han ville försöka genomföra en ny version av Borta med vinden och en stor del av detta var att presentera Jennifer Jones på ett klart mer vågat sätt jämfört med hur hon setts i tidigare filmer. Detta ledde till problem med den s.k. produktionskoden, reglerna för filmcensur i USA. En suggestiv dans som Jones genomför i filmen tvingades göras om tre gånger innan den släpptes förbi censuren, och även då blev de tvungna att klippa bort den helt på grund av klagomål från den katolska kyrkan. Trots detta blev filmen bannlyst i bland annat Memphis och Hartford. Selznick tog även in sex andra regissörer för att spela in vissa sekvenser eller som konsulter.
När filmen väl var inspelad vägrade Universal Pictures att distribuera den, bland annat på grund av de sexuella undertonerna. Selznick bildade då ett eget distributionsbolag och öppnade filmen på ett nytt sätt, genom att samtidigt öppna den på flera hundra biografer i landet. Med över $2 miljoner dollar spenderade på marknadsföring blev filmen oväntat en av 1947 års största biosuccé.

## Utmärkelser

### Nomineringar
- Oscar: Bästa kvinnliga huvudroll (Jennifer Jones), Bästa kvinnliga biroll (Lillian Gish)